# Neivamyrmex romandii
Neivamyrmex romandii är en myrart som först beskrevs av William Edward Shuckard 1840.  Neivamyrmex romandii ingår i släktet Neivamyrmex och familjen myror. Inga underarter finns listade i Catalogue of Life.